# Kiowa-Tano-Sprachen

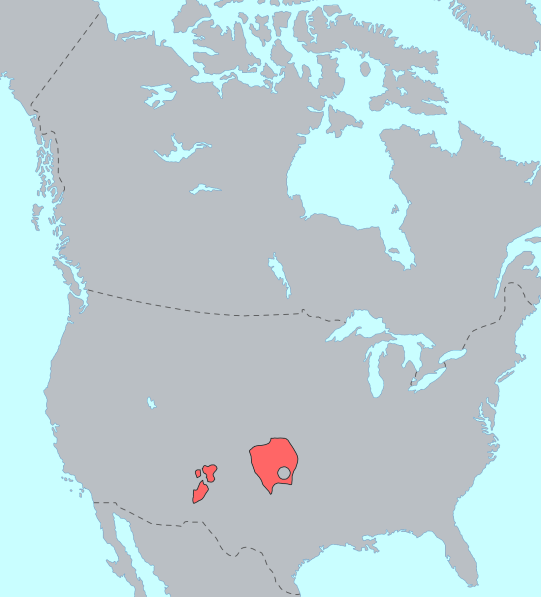
Verbreitung der Kiowa-Tano Sprachen

Die Kiowa-Tano-Sprachen bilden eine Sprachfamilie, deren Name auf die zwei kulturellen und geographischen Verbreitungsgebiete verweist: die „Tano-Sprachen“ (Hauptsprachen: Tiwa, Tewa und Towa) werden von Tano, einer Gruppe von Östlichen Pueblo-Indianern in New Mexico und (mit einer Ausnahme) im heutigen Arizona (die „Hopi-Tewa“ oder „Arizona Tewa“) des Südwestens der Vereinigten Staaten gesprochen; das Kiowa ist die Sprache der Kiowa, einem nomadischen Reitervolk auf den Südlichen Plains von Kansas, Oklahoma und Texas und wird heute noch im Bundesstaat Oklahoma gesprochen. Das „Tano bzw. die Tano-Sprachen“ bildet die größte Sprachgruppe unter den Pueblo und weist mit ca. 1.700 Sprechern des Südlichen Tiwa (Tigua) zugleich die meisten Sprecher innerhalb der Kiowa-Tano-Sprachen auf.

Es wird vermutet, dass die Kiowa-Tano-Sprachen entfernt mit den uto-aztekischen Sprachen verwandt sein könnten. Die entsprechenden Forschungen sind jedoch derzeit noch nicht abgeschlossen.

## Aufgliederung
Zu den Kiowa-Tano-Sprachen gehören insgesamt sieben Sprachen (Kiowa, Nördliches Tiwa und Südliches Tiwa, Piro, Tewa, Towa), die vier Zweigen (Kiowa, Tiwa, Tewa, Towa) zugeordnet werden:
A. Kiowa
- Kiowa bzw. Cáuijògà / Cáuijò:gyà („Sprache der Cáuigù, d. h. der Ka'igwu (Kiowa)“): 1.092 Sprecher (Zählung 1990); 400 Sprecher – hierunter die meisten 50 Jahre und älter (Golla 2007) – somit zählt das Kiowa zu den ernsthaft gefährdeten Sprachen; sollte es lt. einem Zeitungsartikel (aus dem Jahr 2013) nur noch ca. 100 Sprecher geben wäre es sogar „moribund“, d. h. vom Aussterben bedroht – siehe auch: Liste bedrohter Sprachen

B. Tiwa oder Tigua (Sprache der Tiwa und die einzige Hauptsprache, die selbst aus drei Sprachen besteht: dem „Nördlichen Tiwa (Tigua)“ (bestehend aus der Sprache des Taos Pueblo sowie der Sprache des Picuris Pueblo) und dem „Südlichen Tiwa (Tigua)“ (untergliedert in mehrere Dialekte)):
- I. Nördliches Tiwa (Tigua)[1]
  - Nördliches Tiwa (Tigua)
    - Sprache der Taos im Taos Pueblo (Tə̂otho/Tə̂obo): 803 Sprecher (Zählung 1980); im Jahr 2007: 998 Sprecher (lt. Ichihashi-Nakayama) bzw. 800 Sprecher (lt. Golla) und somit ca. 50 % der Taos, eine gefährdete Sprache.
    - Sprache des Picuris Pueblo (P'iwwelta): 101 Sprecher (Zählung 1990); im Jahr 2007: 66 Sprecher (lt. Ichihashi-Nakayama) bzw. ca. 230 Sprecher (lt. Golla), Picuris zählt zu den potenziell gefährdeten Sprachen.
- II. Südliches Tiwa (Tigua)
  - Südliches Tiwa (Tigua) (zählt heute mit den beiden Dialekten zu den gefährdeten Sprachen)
    - Dialekt des Sandia Pueblo (Nafiat) (heutiger Tiwa-Name: Tuf Shur Tia): ca. 144 Sprecher.
    - Dialekt des Isleta Pueblo (Tue-I) (heutiger Tiwa-Name: Shiewhibak): 1.588 Sprecher.
    - Dialekt des Ysleta del Sur Pueblo (Tigua Pueblo) (ca. 1900 † und zuerst durch Spanisch und aktuell vermehrt durch American English ersetzt)
- III. Piro
  - Sprache[2] des Piro Pueblo (ca. 1900 †, heute Spanisch und aktuell vermehrt American English)

C. Tewa oder Tano
- Tewa oder Tano (Sprache der Tewa mit zwei regionale Dialekte: „Hopi-Tewa“, „Arizona Tewa“ oder „(Tano)“ in Arizona und „Rio Grande Tewa“ in New Mexico): 1.298 Sprecher, hiervon 18 Sprecher als Erstsprache (Zählung 1990), 1.500 (Golla 2007), somit zählen alle Tewa-Dialekte ebenfalls zu den gefährdeten Sprachen.
  - Hopi-Tewa oder Arizona Tewa (veraltet auch „Tano“)[3]
    - Dialekt der „Hopi-Tewa“ oder „Arizona Tewa“ des Hano Pueblo auf der First Mesa der Hopi: 300 Sprecher (lt. Golla 2007).

  - Rio Grande Tewa (1.200 Sprecher lt. Golla 2007)
    - Dialekt des Nambé Pueblo (Nambé Oweenge Pueblo) (in Tewa: Nambe Owingeh): 50 Sprecher (1980), 34 Sprecher (2004), „moribund“, d. h. vom Aussterben bedrohte Sprache.
    - Dialekt des Pojoaque Pueblo (P'osuwaege Owingeh): 25 Sprecher (1980).
    - Dialekt des Tesuque Pueblo (Tetsuge Owingeh): 172 Sprecher.
    - Dialekt des Santa Clara Pueblo (Kha'po Owingeh): 207 Sprecher.
    - Dialekt des San Ildefonso Pueblo (P'ohwhóge Owingeh): 349 Sprecher.
    - Dialekt des Ohkay Owingeh (vormals: San Juan Pueblo): 495 Sprecher.

D. Jemez oder Towa
- Jemez oder Towa (auch als „Jemez Towa“ bekannt): aktuell Sprache von ca. 90 % der Jemez (Hį:mįsh) Pueblo im Jemez Pueblo (Walatowa): 1.301 Sprecher (Zählung 1990, hiervon 6 Sprecher als Erstsprache), ca. 1.800 Sprecher (Ichihashi-Nakayama, 2007)
- vermutlich ebenfalls Jemez/Towa-Sprecher: Pecos Pueblo (historisch auch als Cicuye/Cicuique bekannt; Pecos Pueblo wurde 1838 aufgegeben und die Bewohner zogen ins Jemez Pueblo (Walatowa), ca. 1900 †)[4]